# Донбасская национальная академия строительства и архитектуры
«Донбасская национальная академия строительства и архитектуры» (укр. Донбаська національна академія будівництва і архітектури) — высшее учебное 
заведение, основано 1 января 1972 года. В то время академия носила название Макеевский инженерно-строительный институт (МИСИ).

## Общие сведения и история
Донбасская национальная академия строительства и архитектуры (ДонНАСА) с 1947 года готовит специалистов для строительства и архитектуры, сначала как факультет Донецкого индустриального института (ныне ДонНТУ), а с 1972 года как самостоятельное высшее учебное заведение. В Донецкой и Луганской областях ДонНАСА — единственное учебное заведение, в котором готовят архитекторов, специалистов в области городского строительства и хозяйства, экономистов и менеджеров для строительства, строителей дорог и аэродромов.
В академии подготовлено более 40 тысяч инженеров и архитекторов (среди которых свыше 500 — иностранные граждане). За годы существования академия подготовила 40 докторов и 300 кандидатов наук, которые профессионально работают во многих странах мира. Сегодня в академии учится более 5100 студентов.
Учебный процесс в академии осуществляют 390 преподавателей, среди которых 42 доктора наук, профессора и 180 кандидатов наук, доцентов. В профессорско-преподавательском составе академии 22 академика и члена-корреспондента отраслевых и иностранных академий. В академии работает специализированный совет по защите докторских и кандидатских диссертаций по основным специальностям строительного профиля. В академии работает 3 диссертационных совета по защите докторских и кандидатских диссертаций по основным специальностям строительного профиля. Только в 2015—2016 учебном году кадровый потенциал пополнился 2 докторами наук и 12 кандидатами наук, которые были подготовлены в академии.
Начиная с 1997 года академия плодотворно работает в направлении евроинтеграции отечественного инженера-строителя, что сейчас является обязательным условием присоединения к Болонскому процессу.
В 2004 году строительные специальности академии «Промышленное и гражданское строительство», «Автомобильные дороги и аэродромы», «Городское строительство и хозяйство», «Архитектура зданий и сооружений» во второй раз аккредитованы Международным институтом инженеров-строителей — ICE (Великобритания) по требованиям европейской подготовки специалистов по двум уровням подготовки — бакалавр и магистр (диплом признается в 143 странах мира). Академия остается единственным высшим учебным заведением Украины, который прошёл процедуру профессиональной международной аккредитации.
Ректор академии профессор Е. В. Горохов является единственным на Украине специалистом, который имеет высший уровень профессиональной аттестации в ICE (Fellow). Ещё 10 специалистов — руководителей строительных организаций Донецкой области и преподавателей академии под патронатом ДонНАСА прошли профессиональную аттестацию в ICE. Также свыше 100 студентов академии являются аттестованными студенческими членами этого института. Это предоставляет им возможность пользоваться базами данных в отрасли строительства, использовать их в учебном и научном процессе.
Организации, где работают аттестованные специалисты, имеют возможность привлекать иностранные инвестиции и более действенно защищать отечественного производителя.
С 2002 года академия начала процедуру аккредитации учебного процесса и научных исследований по системе управления качеством по требованиям стандартов серии ISO-9001. В 2004 году впервые, а в 2007 году повторно академия как единственный ВУЗ не только на Украине, но и среди стран СНГ прошла процедуру аккредитации и получила сертификат соответствия стандартам ISO.
В учебном процессе в академии используется европейская образовательная программа по стальным конструкциям — ESDEP. ДонНАСА — единственное учебное заведение на территории прежнего СССР, которое является ассоциированным членом ESDEP.
В сентябре 1998 года в академии внедрена кредитно-модульная система подготовки специалистов, которая в 2003 году адаптирована к требованиям европейских образовательных программ. Успешное прохождение процедуры международной профессиональной аккредитации подтвердило высокий уровень разработанных программ.
В академии действует архитектурно-строительный лицей, в котором осуществляется подготовка одарённой молодёжи и детей из малых городов и поселков Донецкой и Луганской областей. В лицее при поддержке Донецкой областной госадминистрации и за счет собственных средств академии ежегодно учится 30 детей-сирот. Более 60 детей-сирот, которые уже окончили лицей, сейчас — студенты академии.
Для качественного отбора абитуриентов академия создала в Донбассе разветвлённую сеть базовых лицеев, гимназий, средних школ. В 30 городах Донецкой и Луганской областей 47 учебных центров осуществляют углубленную фундаментальную и профессиональную подготовку учеников 10-11 классов с приемом на местах вступительных экзаменов в академию.
Практической реализацией научных исследований в академии является создание Полигона испытаний опор линий электропередачи и башенных сооружений (Национальное достояние Украины, Постановление КМУ N 527 от 1 апреля 1999 года). Полигон является единственным на Украине и наиболее мощным в мире уникальным сооружением. Полигон позволил украинским изготовителям строительных металлических конструкций выйти на мировой рынок. За годы его работы сэкономлено 7,7 тысячи тонн новых электросетевых конструкций, экономический эффект составил 23,4 млн гривен.
Для создания возможностей освоения студентами новейших технологий вместе с немецкой фирмой KNAUF в академии создан учебно-производственный центр «KNAUF-ДонНАСА», в котором осуществляется обучение по специализации «Монтажник гипсокартонных систем». Сейчас подготовка специалистов осуществляется для Донецкой, Луганской, Харьковской, Днепропетровской и Одесской областей.
Неоднократно центр посещали первые руководители фирмы — Андреас Кнауф и Хайнер Гамм. Сегодня центр имеет уникальное новое оборудование для апробации и использования строительных материалов и смесей из украинского гипсового камня.
По такой же схеме сейчас создаются центры с фирмами «ДАК» и «REHAU».
Академия работает с более чем 50 университетами и предприятиями из 18 стран: Россия, Китай, Литва, Швеция, Великобритания, Германия, Чехия, Словакия, Польша и другие.
В академии работает комплекс подразделений, действующих в системе сертификации УкрСЕПРО, стандартизации, метрологии и паспортизации объектов: орган по сертификации ДонбасСЕПРОстрой; Донбасский диагностический центр; испытательный центр строительных конструкций и материалов. Научно-технический центр мониторинга и паспортизации приказом МОНУ назначен главным координатором по вопросам разработки Отраслевой программы модернизации (ликвидации) аварийно опасных зданий, сооружений и инженерных сетей учебных заведений, организаций, учреждений, подведомственных МОНУ.
Разработки ученых ДонНАСА имеют мировое значение и внедрены в России, Греции, Израиле, Чехии, Германии, Китае и других странах.
За последние годы (1999, 2000, 2002, 2003, 2006, 2009) — 6 работ (10 преподавателей) были отмечены Государственной премией Украины в области науки и техники. 
ДонНАСА является координатором программы «Реформирование жилищно-коммунального хозяйства», которая внедряется в Донецкой и Луганской областях.
При подготовке специалистов академия уделяет внимания воспитанию гражданских качеств будущего специалиста.
В ДонНАСА работает этнографический центр изучения культурного наследия Украины, который действует совместно с этнографическими центрами Львова, Сорочинцев, Опишни, Святогорья.
Специалистами гуманитарного факультета академии впервые на Украине разработан украинско-шведский толковый словарь, который получил высокую оценку не только посла Швеции на Украине, но и самой королевы Швеции.
Учитывая многогранную деятельность ДонНАСА по реализации принципов Болонского процесса, 1 февраля 2005 года Ассоциация строительных факультетов Европейских стран (AECEF) приняла академию в свой состав.
Во Всеукраинском конкурсе качества продукции «100 лучших товаров Украины-2004» ДонНАСА стала победителем в номинации «Образовательные услуги в отрасли строительства и архитектуры».
01.09.1993 г. Макеевский инженерно-строительный институт переименован в Донбасский инженерно-строительный институт (ДИСИ) – Пр. № 99/01-3 от 22.09.1993 г.; Постановление решения Коллегии МОН Украины, протокол № 12/02 от 23.06.1993 г.
29.08.1994 г. Донбасский инженерно-строительный институт переименован в Донбасскую государственную академию строительства и архитектуры (ДонГАСА) – Пр. № 75/01-3 от 24.10.1994 г.; Пр. МОН Украины № 270 от 16.09.1994 г.; Постановление Кабинета Министров Украины № 592 от 29.08.1994 г.
Указом Президента Украины от 21.08.2004 г. № 962/2004 Донбасской государственной академии строительства и архитектуры предоставлен статус национального вуза (Пр. МОН Украины № 740 от 20.09.2004 г.).
29.12.2015 г. ДонНАСА переименована в Государственное образовательное учреждение высшего профессионального образования «Донбасская национальная академия строительства и архитектуры» (ГОУ ВПО ДонНАСА) – Пр. МОН ДНР №972 от 29.12.2015 г. «О переименовании Донбасской национальной академии строительства и архитектуры и утверждении ее устава (в новой редакции)»
ГОУ ВПО «Донбасская национальная академия строительства и архитектуры» является правопреемником Макеевского инженерно-строительного института, Донбасского инженерно-строительного института, Донбасской государственной академии строительства и архитектуры, Донбасской национальной академии строительства и архитектуры.

## Известные выпускники
- В 70-е институт окончил российский государственный деятель Александр Назаров
- В 1981 году по специальности инженер-теплотехник институт окончил будущий юморист и артист оригинального жанра Геннадий Ветров.
- В 1986 году институт окончил нигерийский студент Жером Около (фр. Jerome Okolo), впоследствии владелец компаний Access Investments Limited (Великобритания), FPT AG (Германия) и ряда других. В настоящий момент является председателем Центрального научно-исследовательского центра Нигерии.

## Академия сегодня
Донбасская национальная академия строительства и архитектуры —  свыше 5100 студентов, 390 преподавателей, среди которых 42 доктора наук, профессора, 180 кандидатов наук, доцентов.

## Факультеты
1. Строительный факультет
2. Архитектурный факультет
3. Факультет инженерных и экологических систем в строительстве
4. Механический факультет
5. Факультет экономики, управления и информационных систем в строительстве и недвижимости
6. Факультет дополнительного профессионального образования

## Научные направления
1. Мониторинг и повышение надёжности воздушных линий электропередачи при влиянии гололедно-ветровых нагрузок и воздействий
2. Оценка технического состояния воздушных линий электропередачи при действии климатических нагрузок и воздействий
3. Разработка научных и методических подходов к обоснованию моделей эксплуатационных нагрузок и воздействий, использующихся в мониторинге уникальных зданий и сооружений
4. Исследование оптимальных конструктивных форм комбинируемых большепролётных пространственных покрытий зданий и сооружений
5. Разработка моделей эксплуатационных нагрузок и систем мониторинга большепролётных сооружений
6. Разработка критерия прочности и деформационных соотношений для объёмно-напряженных элементов железобетонных конструкций из высокопрочных бетонов
7. Исследование деформаций ползучести высокопрочных бетонов в условиях плоского напряжённого состояния и действия повышенных температур, разработка критерия прочности и деформационных соотношений
8. Конструкционные строительные изделия повышенной долговечности с использованием техногенного сырья
9. Технология производства асфальтобетонных и цементобетонных смесей с использованием техногенного сырья для устройства долговечных нежёстких и жёстких дорожных одежд автомобильных дорог
10. Развитие фундаментальных основ физико-химической кинетики зародышеобразования и кристаллизации кристаллогидратов с целью получения материалов с заданной структурой и свойствами, использующиеся в современной технологии их синтеза
11. Квантовомеханическое исследование энергетического спектра протяжных структурных дефектов в алмазе в приближении сильной связи
12. Новейшие технологии водоснабжения, водоотведения, теплоснабжения.